# 法斯爾貝格山
48°9′9″N 16°13′55″E / 48.15250°N 16.23194°E

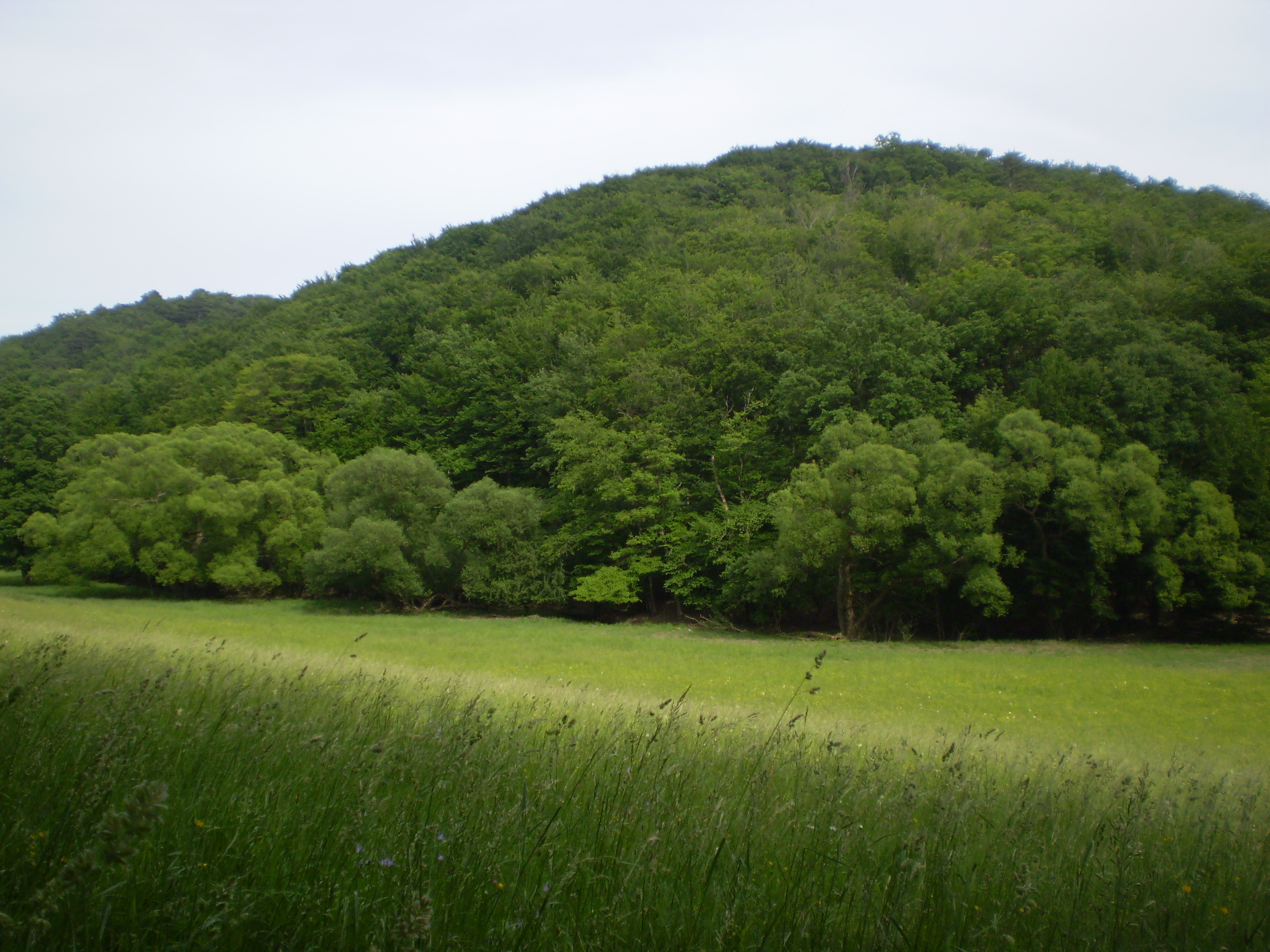

法斯爾貝格山（德語：Faßlberg），是奧地利的山峰，位於該國東北部，由維也納負責管轄，屬於維也納林山的一部分，海拔高度356米，每年平均降雨量904毫米。